# Ayacucho-Tram
Die Ayacucho-Tram ist eine sogenannte „Tramway sur pneumatiques“ (frz. für „Straßenbahn auf Gummireifen“) in der kolumbianischen Stadt Medellín. Die nach dem französischen System Translohr betriebene Radiallinie verbindet das Stadtzentrum mit dem Osten der Stadt und wurde 64 Jahre nach Aufgabe des alten Straßenbahnsystems eröffnet.
In der zweitgrößten Stadt des Landes hat sich der Name „Tranvía de Ayacucho“ eingebürgert, abgeleitet von der nach Südosten verlaufenden Ausfallstraße Avenida Ayacucho, deren Verlauf die Tram großteils verfolgt. Das System wird vom Verkehrsunternehmen Empresa de Transporte Masivo del Valle de Aburrá – Metro de Medellín Ltda geführt, das auch die örtliche Metro betreibt und in dessen Netz die Ayacucho-Tram als Linie T-A integriert ist.

## Geschichte
Nachdem in Medellín bereits von 1921 bis 1951 ein konventionelles Straßenbahnnetz und von 1929 bis 1951 auch ein gewöhnliches Oberleitungsbussystem existierte, schloss die Stadt am 13. Mai 2011 mit dem französischen Unternehmen Lohr Industrie einen Vertrag zur Errichtung eines Translohr-Systems ab. Die Bauarbeiten begannen im Jahr 2012, die Fahrzeuge trafen 2014 ein. Eine erste Probefahrt fand am 13. Juli 2015 statt, bevor am 15. Oktober 2015 der Vorlaufbetrieb begann und am 31. März 2016 schließlich die vollständige Betriebsaufnahme erfolgte. Der Bau der Ayacucho-Tram kostete 300 Millionen US-Dollar. Sie ist dabei das erste und bislang einzige derartige System in Südamerika.

## Strecke
Die Strecke ist 4,3 Kilometer lang, durchgehend zweispurig ausgebaut und wird von bis zu 90.000 Fahrgästen täglich benutzt. Die durchschnittliche Steigung beträgt fünf Prozent, die höchste Steigung zwölf Prozent, der engste Kurvenradius 20 Meter. Im unmittelbaren Einzugsbereich der Linie liegen drei barrios, in denen zusammen etwa 350.000 Einwohner leben. Insgesamt bedient die Linie T-A folgende neun Haltestellen, davon vier Umsteigestationen:
- San Antonio
- San José
- Pabellon del Agua EPM
- Bicentenario
- Buenos Aires
- Miraflores
- Loyola
- Alejandro Echavarría
- Oriente

## Fahrzeuge
Auf der Ayacucho-Tram kommen zwölf fünfteilige, 2,22 Meter breite und 39 Meter lange Zweirichtungsfahrzeuge des Typs STE5 zum Einsatz. Diese Fahrzeuglänge ist nur in Medellín anzutreffen. Sie können jeweils 311 Personen befördern und kosteten zusammen 42,3 Millionen Euro.

## Galerie

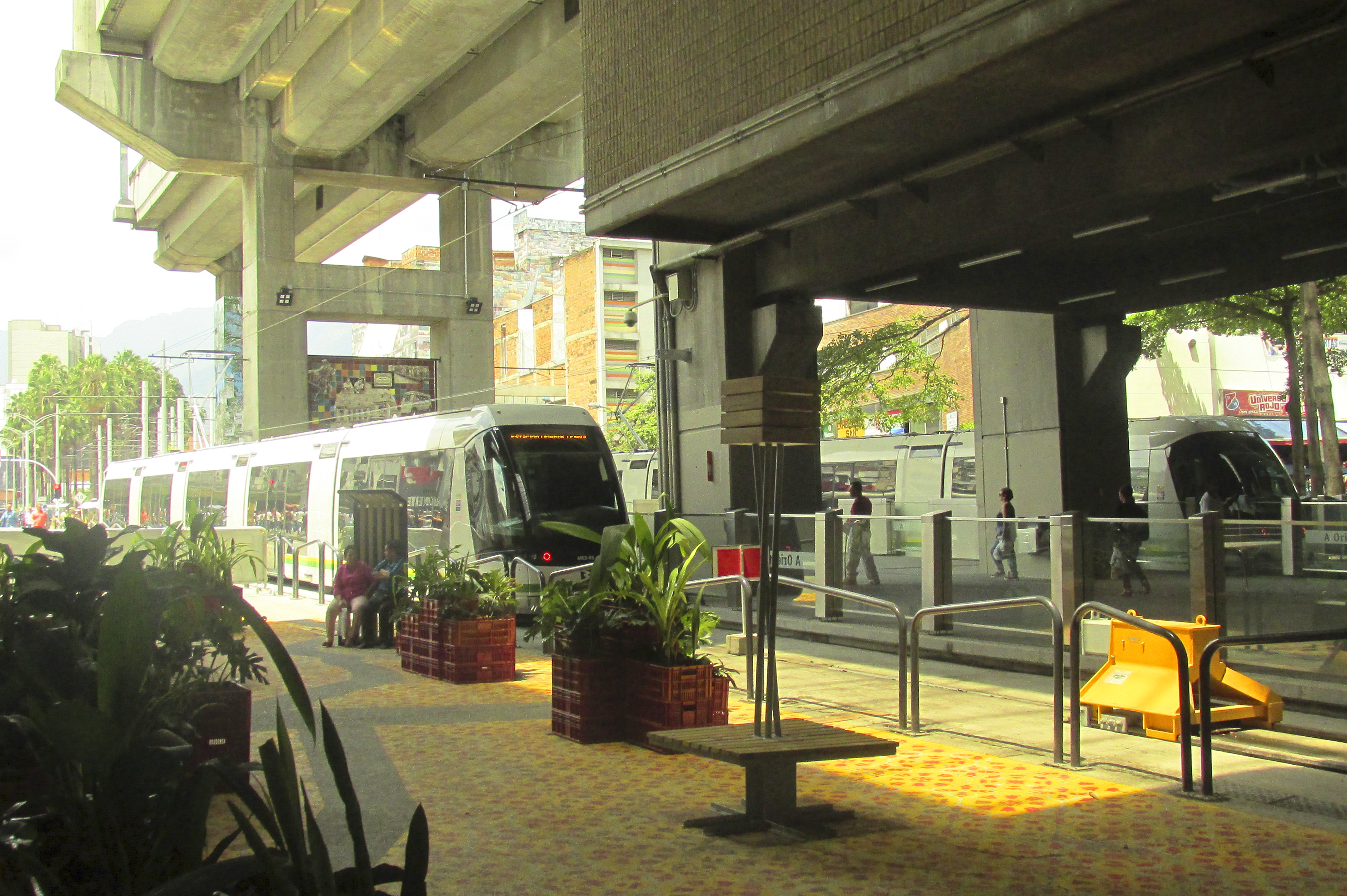
Endhaltestelle San Antonio
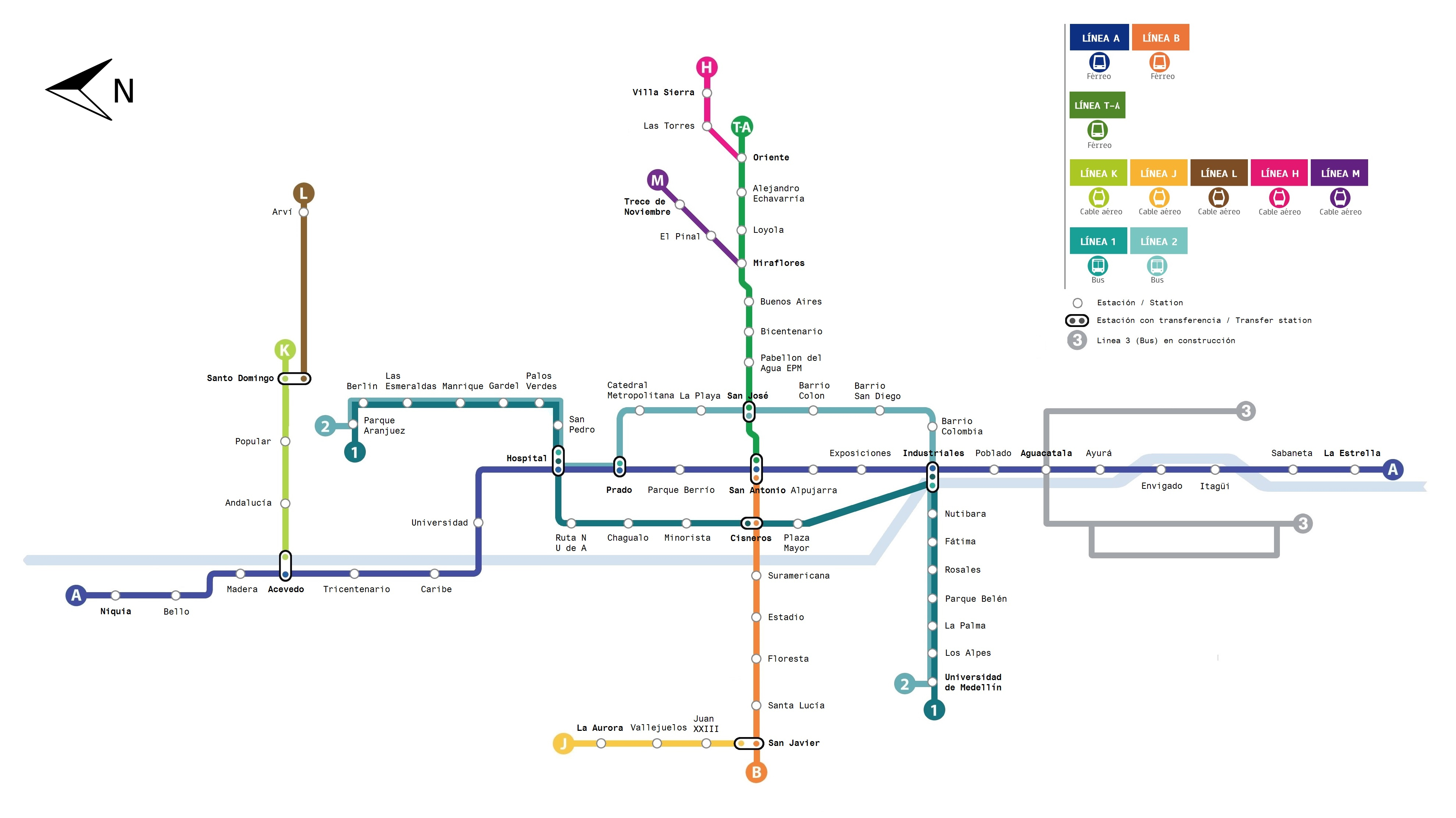
Netzplan der Metro de Medellín
Symbol der Linie T-A